# Ray Kennedy

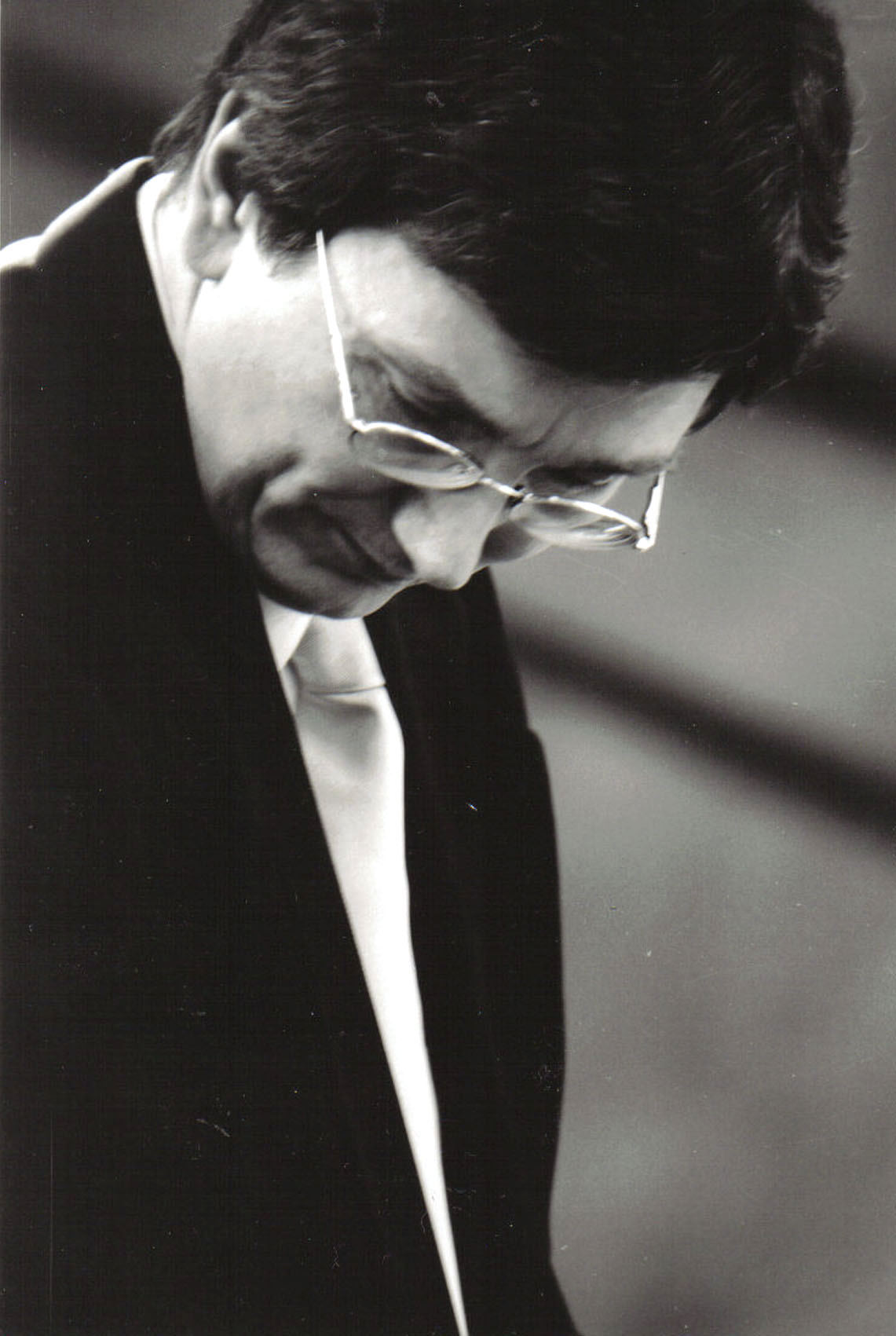
Ray Kennedy tijdens het Umbria Jazz Festival van 2009

Raymond Huston (Ray) Kennedy (Maplewood (Missouri), 6 januari1957 – 28 mei 2015) was een Amerikaanse jazz-pianist en -arrangeur in de mainstream jazz.
Kennedy speelde in het begin van de jaren tachtig met lokale musici in St. Louis (waar hij opgegroeid was), onder andere met Billy Williams. Vanaf 1993 werkte hij als pianist en arrangeur met John Pizzarelli, te horen op diens albums "P.S. Mr. Cole" (1997) en "Kisses in the Rain" (1999). Met diens broer Bucky Pizzarelli maakte hij enkele albums in het eerste decennium van de 21ste eeuw. Hij speelde verder samen met onder andere Harry Allen, Ruby Braff, Buddy DeFranco, Dick Hyman, Randy Sandke, The Four Freshmen en Dave Wecki. Met zijn broer, de contrabassist Tom Kennedy nam hij ook enkele albums op, waaronder een paar onder de naam 'The Kennedy Brothers'. Een van die albums was gewijd aan de muziek van Arthur Schwartz, een andere plaat bevatte jazz-bewerkingen van klassieke composities. Kennedy speelde tijdens zijn loopbaan mee op 66 opnamesessies (periode 1981-2008).
Kennedy overleed aan de gevolgen van multiple sclerose.

## Discografie
- I'll Remember April (The Kennedy brothers), MaxJazz, 1997
- Ray Kennedy (met o.a. Ray Brown en Jeff Hamilton), Victoria Company, 1999
- The Sound of St. Louis, Victoria, 2000
- The Swing Kings (met Bucky Pizarelli, verder o.a. Ken Peplowski), Victoria, 2002
- What Is There to Say (met Dick Hyman), Victoria, 2003
- Mozart in Jazz (met Tom Kennedy en Miles Vandiver), Swing Bros, 2005
- Plays the Music of Arthur Schwartz (met Tom Kennedy, Vandiver en Joe Cohn), Arbors, 2006
- Soft Winds (met Tom Kennedy en Lewis Nash), Swing Bros, 2007
- Play Harold Arlen (Bucky Pizzarelli en The Kennedy Brothers), Victoria, 2008

- Gemeinsame Normdatei: 135161967
- International Standard Name Identifier: 0000 0000 5552 6289
- Library of Congress Control Number: n2005005960
- MusicBrainz: 11e01d13-93ce-40a0-9d1f-89327bcef919
- Virtual International Authority File: 48629247
- WorldCat: E39PBJbWxT7b6DP9Ch9vFw3vpP